# Riu Seta
El riu Seta és un riu que naix a la serra d'Alfaro. Al llarg de 12 quilòmetres, travessa els termes municipals de Fageca, Benimassot, Quatretondeta, Gorga i Benilloba, on desemboca al riu Frainós, el qual, poc després, deixa les seues aigües al riu Serpis.